# Jesenské (Nitra)
|  | No s'ha de confondre amb Jesenské (Banská Bystrica). |

Jesenské és un poble i municipi d'Eslovàquia que es troba a la regió de Nitra, al sud-oest del país. La primera menció escrita de la vila es remunta al 1251.

## Demografia
| Godina             | 1994 | 2004   | 2014 | 2024    |
| ------------------ | ---- | ------ | ---- | ------- |
| Nombre de persones | 49   | 51     | 51   | 44      |
| Diferència         |      | +4,08% | +0%  | −13,72% |

| Godina             | 2023 | 2024 |
| ------------------ | ---- | ---- |
| Nombre de persones | 44   | 44   |
| Diferència         |      | +0%  |